# Gare de Xertigny
Gare de Xertigny – przystanek kolejowy w Xertigny, w departamencie Wogezy, w regionie Grand Est, we Francji. Jest zarządzany przez SNCF (budynek dworca) i przez RFF (infrastruktura).
Została otwarta w 1860 przez Compagnie des chemins de fer de l’Est. Stacja jest obsługiwana przez pociągi TER Franche-Comté i TER Lorraine.

## Położenie
Znajduje się na linii Blainville – Damelevières – Lure, w km 69,503, między stacjami Épinal i Bains-les-Bains, na wysokości 430 m n.p.m.

## Linie kolejowe
- Blainville – Damelevières – Lure